# Francis Tolentino
Francis Ng Tolentino (Guinobatan, 3 gennaio 1960) è un politico filippino.

## Biografia
Nacque a Guinobatan, municipalità della provincia di Albay, primogenito del Sindaco di Tagaytay Isaac Tolentino ed Elena Ng. Si laureò in giurisprudenza presso l'Università Ateneo de Manila.

### Sindaco di Tagaytay
Durante la rivoluzione EDSA la sua famiglia sostenne le pretese di Corazon Aquino, nonostante il padre fosse stato in precedenza alleato politico del Presidente Ferdinand Marcos. Dopo l'instaurazione del nuovo governo Aquino, fu designato commissario prefettizio della città di Tagaytay in segno di riconoscenza da parte della vedova di Benigno Aquino.
Alle elezioni amministrative del 1995 si candidò alle urne senza avversari, andando poi a ricoprire la carica di Sindaco di Tagaytay per tre mandati consecutivi. Durante il periodo da primo cittadino istituì l'Ufficio per la pubblica sicurezza.

### Presidente dell'MMDA
Sul finire del 2009 sostenne la candidatura di Benigno Aquino III, catapultato alle presidenziali del 2010 sull'onda emotiva della morte della madre Corazon, e quindi aderì al Partito Liberale. Facendo leva sul rapporto di amicizia tra le due famiglie, nel luglio 2010 il neoeletto Presidente lo nominò Presidente dell'Autorità per lo sviluppo dell'area metropolitana di Manila: fu il primo non-residente nella Regione Capitale Nazionale a ricoprire tale incarico.
Nell'agosto 2013 inaugurò il primo bus terminal integrato dell'area metropolitana di Manila, il Southwest Integrated Provincial Transport Terminal (SWIPTT).
In risposta ai crescenti problemi legati al traffico e al trasporto pubblico, nell'aprile 2014 rilanciò il servizio traghetti del fiume Pasig, l'unico mezzo di trasporto acqueo che attraversa l'omonimo corso d'acqua, frutto di un accordo tra il governo filippino e il settore privato. Il progetto ebbe però vita breve e fu accantonato durante l'ultimo biennio della presidenza Aquino per problemi legati al budget, salvo essere rilanciato nuovamente nel 2019.
Lasciò il proprio incarico il 7 ottobre 2015 per presentare la sua candidatura al Senato delle Filippine in vista delle elezioni del 2016. Durante lo stesso periodo fu oggetto di pesanti critiche per aver organizzato un evento pubblico nella provincia di Laguna a sostegno della campagna elettorale del fratello Abraham, ricandidatosi per un posto alla Camera dei rappresentanti, dove un gruppo di giovani ragazze da lui ingaggiato si impegnò in danze considerate sessualmente provocanti e indecenti assieme ai politici lì presenti. Pur avendo ricevuto l'endorsement di Aquino, a seguito delle critiche lasciò il Partito Liberale per candidarsi come indipendente: alle elezioni sfiorò per un soffio l'accesso al Senato, classificandosi 13º con quasi tredici milioni di voti.

### L'elezione al Senato
Dopo la vittoria di misura del populista Rodrigo Duterte alle presidenziali del 2016, Tolentino manifestò il proprio sostegno nei confronti della nuova amministrazione e poco più tardi aderì al PDP-Laban.
Alle parlamentari del 2019, dominate dalla coalizione Hugpong di Duterte, si piazzò 9º con quindici milioni e mezzo di voti, favorito anche dall'endorsement del Capo di Stato mindanaoense.
Durante il mandato alla camera alta si dichiarò favorevole alla restaurazione della pena capitale nell'arcipelago e al passaggio al federalismo del Paese asiatico.